# جوزيف ميلر
جوزيف ميلر (بالإنجليزية: Joseph Miller)‏ هو قاضي ومحامي وسياسي أمريكي، ولد في 9 سبتمبر 1819 في فرجينيا في الولايات المتحدة، وتوفي في 27 مايو 1862 في سينسيناتي في الولايات المتحدة. حزبياً، نشط في الحزب الديمقراطي. وقد انتخب عضو مجلس النواب الأمريكي.